# お詫び放送
お詫び放送（おわびほうそう）は、テレビおよびラジオの番組内で不手際、不祥事等が発生した際、ただちに、または後日、内容を撤回し謝罪するための番組を放送することである。「謝罪放送」とも呼ばれる。

## 概要
放送法9条2項は、「放送事業者がその放送について真実でない事項を発見したとき」、9条1項（訂正放送の規定）に準じて「判明した日から二日以内に、その放送をした放送設備と同等の放送設備により、相当の方法で、訂正又は取消しの放送をしなければならない」と定めている。
番組内容に問題があった場合は、当該回もしくは翌回以降の放送に謝罪のコメントやテロップが挿入されるが、放送事故を含む著しく重大な問題が発覚した場合、当該番組をお詫び放送に差し替える事例が見受けられる。ある番組に関するお詫び放送が問題となった番組とは別の時間帯で実施される場合もある。番組によっては、お詫び放送後に詳細な検証番組が放送される場合もある。
お詫び放送の後に番組自体は予定通り放送する場合もあるが、打ち切りが決定した場合は、お詫び放送内で発表されることも多い。
お詫び放送の対象となる番組が遅れネットとなる地域が存在する場合、その地域では同時ネット局とは別の内容で実施される場合もある。

## お詫び放送の実例
ポケットモンスター（テレビ東京）
1997年12月16日に発生したポケモンショックに伴い放送休止。その後放送が再開された1998年4月16日放送分で矢玉みゆきアナウンサーによる放送休止と一連の問題についての謝罪と挨拶が行われた。この時、内容はテレビ東京系列6局と地方局でそれぞれ異なるフォーマットで放送された。

水10!（フジテレビ）
2003年8月放送の「ジャパネットはかた」で王シュレット事件が発覚。翌週放送分の冒頭で謝罪が行われた。この事件がきっかけで『ワンナイR&R』が打ち切られてしまう。
プロジェクトX〜挑戦者たち〜（NHK）
2005年5月10日放送の「ファイト!町工場に捧げる日本一の歌」では、大阪府立淀川工科高等学校のグリークラブの道のりが取り上げられたが、事実と異なる内容が多数みられたため、5月28日の『土曜スタジオパーク』と5月31日の同番組エンディング後のコーナーで謝罪が行われた。
発掘!あるある大事典II（関西テレビ制作）
2007年1月7日放送の「食べてヤセる!!!食材Xの新事実」放送後、食材Xの正体である納豆が全国各地で売り切れるといった騒動が起こり、それを受けた調査で捏造が発覚。翌1月14日は予定通り放送されたが、捏造が発覚した後の1月21日は放送が休止され、毛利八郎アナウンサーによる約5分間のお詫び放送の後、本番組の後に放送されていた『スタ☆メン』を拡大放送した。1月23日に番組打ち切りが決定し、4月3日には検証番組を放送した。

きょうの料理（NHK）
2007年6月14日放送の「特集★わが家に伝わる漬け物・保存食〜梅酒〜」にて梅酒のつくり方を放送したが、その放送では酒税法違反となるみりんでの作り方を紹介したため、後日謝罪放送がなされた。番組ホームページでは材料表記がホワイトリカーに訂正された。
ぴーかんテレビ（東海テレビ制作、中京ローカル）
2011年8月4日放送の「別冊!ぴーかんテレビ」（毎週木曜日放送）内の「しあわせ通販」で、岩手県産米の当選者欄3名分の上段と中段に「怪しいお米 セシウムさん」・下段に「汚染されたお米 セシウムさん」と書かれた電子フリップが23秒間放送された。コーナー終了時と番組終了時に番組MCの福島智之が謝罪し、番組エンディングでは手書きのフリップで当選者を発表した。
本来「怪しいお米」「汚染されたお米」の部分には当選者の住所の市町村名が、「セシウムさん」には当選者氏名がそれぞれ入るもので、このテロップはテスト用のダミーであったが、同年3月11日の東日本大震災及び福島第一原子力発電所事故の被災地・被災者を誹謗中傷したものとして、東北地方を中心に全国各地から抗議が殺到した。
これを受けて東海テレビは8月5日の放送を休止し、お詫び放送を実施した。それ以降も番組は再開されることなく8月11日に打ち切りが決定し、8月30日には検証番組を放送した。

『林原めぐみのTokyo Boogie Night』（キングレコード制作、TBSラジオ）
2012年10月21日の放送で、冒頭の約40秒間が機材トラブルにより同局で放送されている『今晩は 吉永小百合です』が流れる放送事故が発生した。2日後の10月23日にもTBSテレビの『火曜曲!』でも映像が一時停止したり、静止画に切り替わったりする放送事故が発生したことから、翌週の10月28日の放送後にお詫びメッセージが放送された。